# Vogelknöteriche
Vogelknöteriche (Polygonum) sind eine Pflanzengattung innerhalb der Familie der Knöterichgewächse (Polygonaceae). Die etwa 65 Arten sind fast weltweit verbreitet.

## Beschreibung

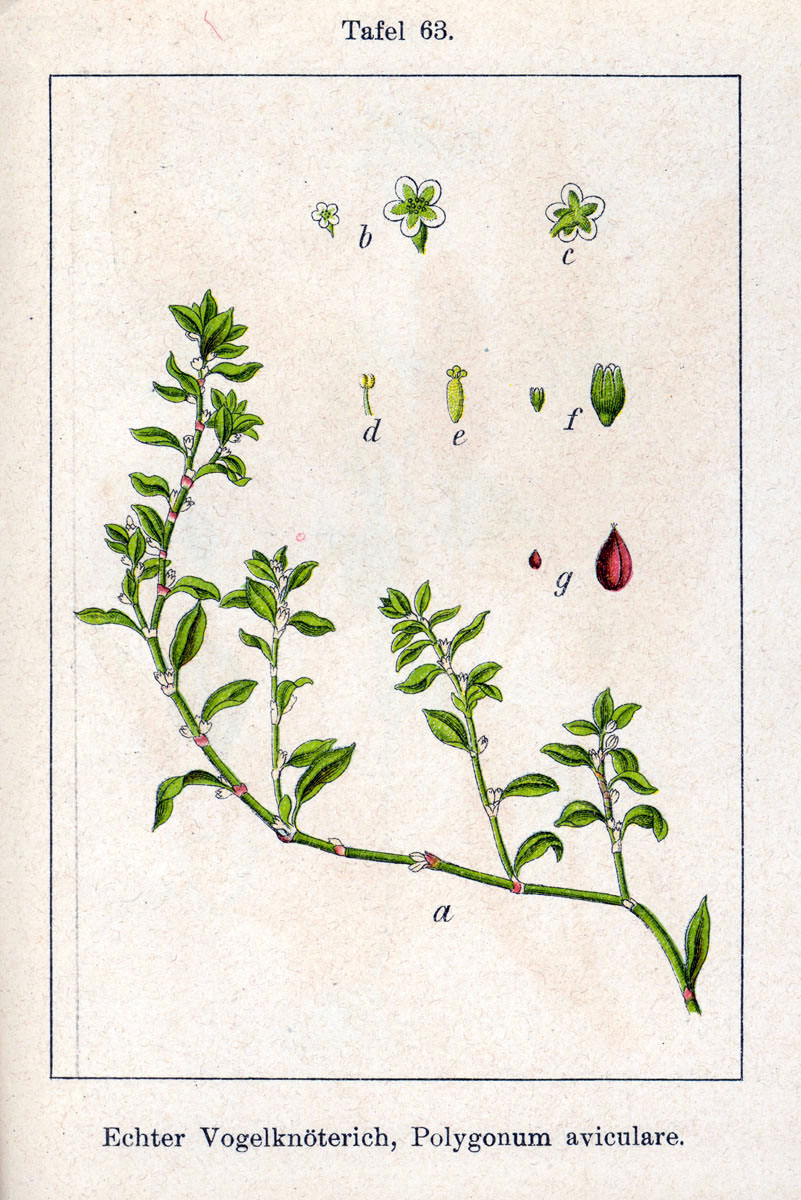
Illustration des Echten Vogelknöterichs (Polygonum aviculare)

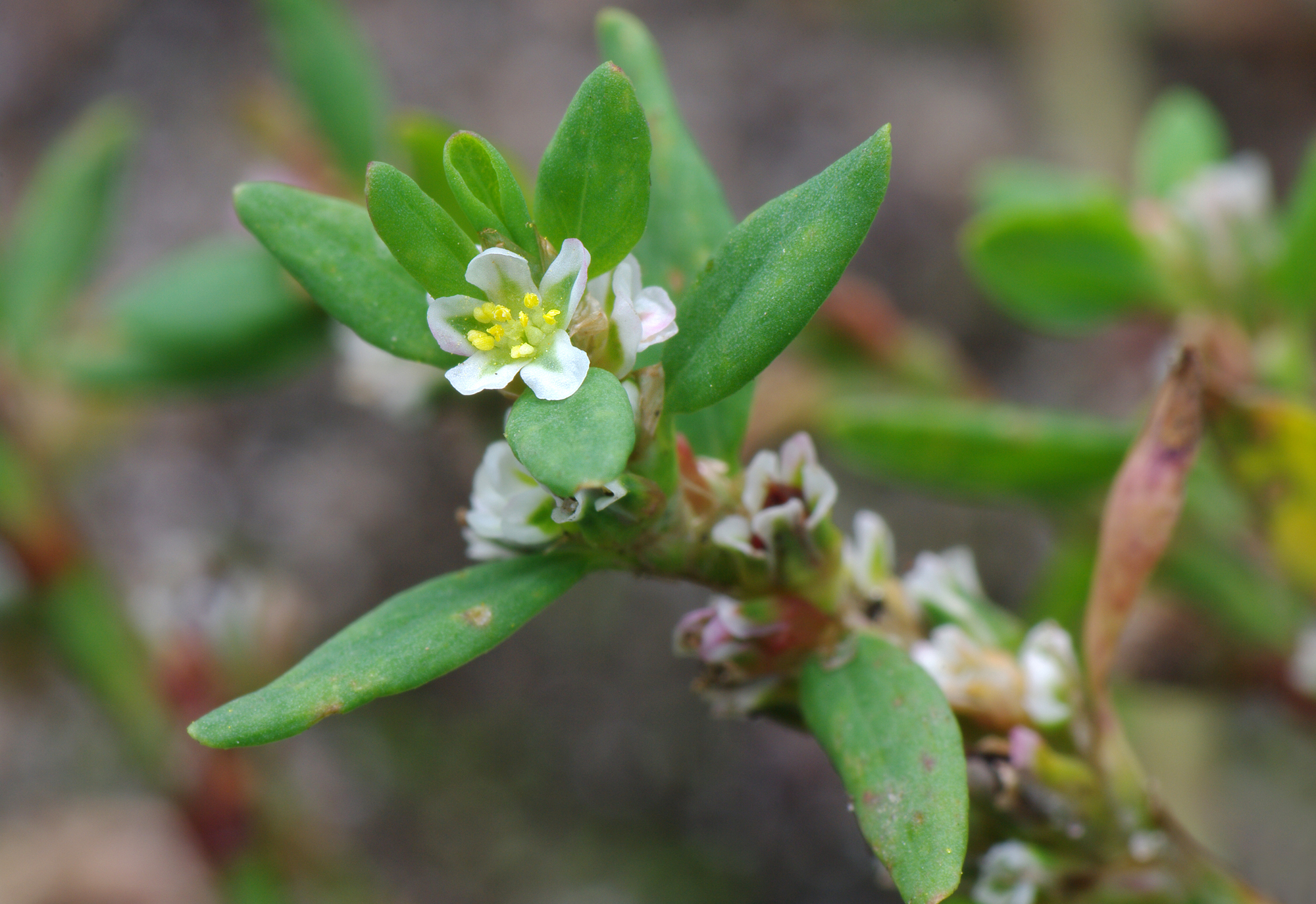
Gleichblättriger Vogelknöterich (Polygonum arenastrum)

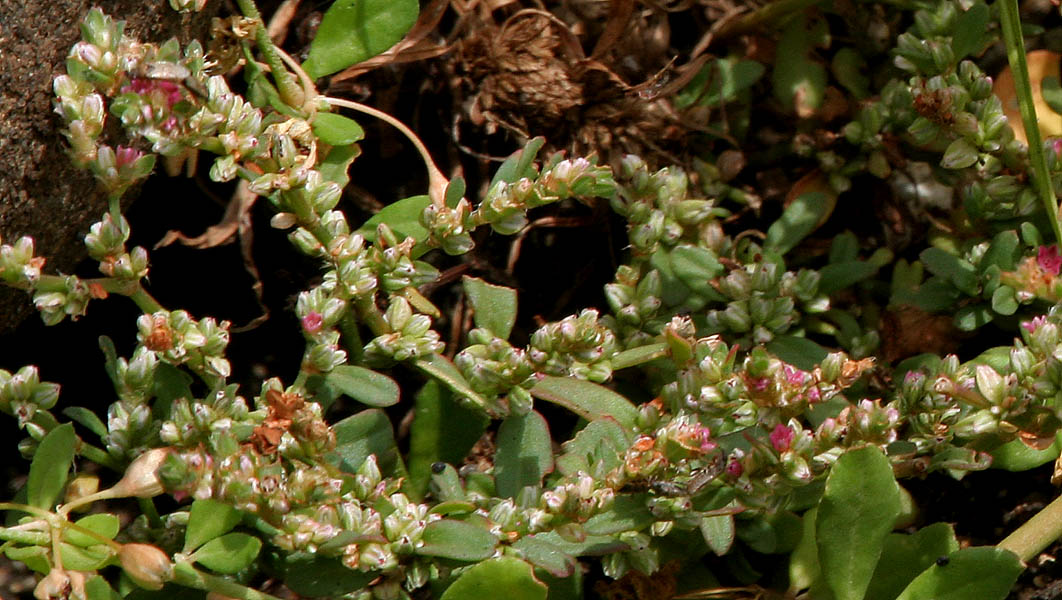
Polygonum plebeium

### Vegetative Merkmale
Die Polygonum-Arten wachsen als einjährige bis ausdauernde krautige Pflanzen oder Halbsträucher. Die Ochrea ist sehr variabel. Die fast immer wechselständigen Laubblätter sind immer länger als breit.

### Generative Merkmale
In ein- bis vielblütigen Knäulen in den Blattachseln oder in ährigen, traubigen, oder sehr selten auch rispigen Blütenständen stehen die Blüten zusammengefasst. Die Blüten sind bei fast allen Arten zwittrig und nur selten eingeschlechtig. Das Perigon besteht aus fünf gleichartigen, weißen, grünlichen oder rötlichen Blütenhüllblättern (Tepalen). Diese sind zur Fruchtzeit weder gekielt noch geflügelt. In den Blüten finden sich vier bis acht Staubblätter und zwei oder drei Griffel.
Die Früchte sind dreikantige oder linsenförmige Nussfrüchte, die stets weniger als doppelt so lang wie das Perigon sind und eingeschlossen sind oder nur mit der Spitze herausragen.

## Systematik, botanische Geschichte und Verbreitung
Die Gattung Polygonum wurde 1753 durch Carl von Linné in Species Plantarum, 1, S. 359 aufgestellt. Der Gattungsname Polygonum L. nom. cons. ist nach den Regeln der ICBN konserviert (Vienna ICBN Art. 14.9 & App. III). Der wissenschaftliche Name Polygonum ist zwar lautlich identisch mit dem altgriechischen polýgonos (= viel erzeugend, fruchtbar), gehört aber semantisch eher zu goný (= das Knie; Internodium), das sich auf die typisch knotigen Stängel bezieht. Ein Synonym für Polygonum L. ist Duravia (S. Watson) Greene
Die Gattung Polygonum gehört zur Tribus Polygoneae in der Unterfamilie Polygonoideae innerhalb der Familie Polygonaceae.
Ursprünglich stellte Carl von Linné nur drei Arten Polygonum latifolium, Polygonum sive und Polygonum angustifolium in die Gattung Polygonum. Heute gehören diese drei Arten nicht mehr zur Gattung Polygonum, sondern sind in verwandte Gattungen ausgegliedert. Zwischenzeitlich wuchs die Artenzahl der Gattung, in die Carl von Linné ursprünglich nur drei Arten aufgestellt hatte, auf über dreihundert Arten an. Heute wird die Gattung von den meisten Autoren aufgeteilt in mehrere monophyletische Gattungen. Es sind noch etwa 65 Arten in der Gattung Polygonum verblieben. 
Die Gattung Polygonum ist fast kosmopolitisch, das heißt, sie ist auf fast der ganzen Welt verbreitet. Ausnahmen sind Afrika, das tropische Südamerika und die westindischen Inseln. Die wichtigsten Mannigfaltigkeitszentren, das heißt Gebiete, in denen die meisten Arten heimisch sind, liegen in Südwestasien und im westlichen Nordamerika. Auch der Mittelmeerraum ist vergleichsweise reich an Arten dieser Gattung.
Es gibt etwa 65 Polygonum-Arten, hier eine Auswahl:
- Gleichblättriger Vogelknöterich (Polygonum arenastrum Boreau): Er kommt in Europa vor und ist in Nordamerika ein Neophyt.[3]
- Polygonum argyrocoleon Steud. ex Kunze: Sie ist vom europäischen Russland über Westasien bis China und die Mongolei verbreitet.[3]
- Echter Vogelknöterich (Polygonum aviculare L.)
- Schachtelhalmartiger Knöterich (Polygonum equisetiforme Sm.): Er kommt in Portugal, Spanien, Griechenland, Bulgarien, in der Türkei, in Armenien, Aserbaidschan, im Iran und in Usbekistan vor und ist auf den Azoren ein Neophyt.[3]
- Aufrechter Knöterich (Polygonum erectum L.): Er kommt in Kanada und in den Vereinigten Staaten vor.[3]
- Polygonum hickmanii H.R.Hinds & Rand.Morgan: Sie kommt in Kalifornien vor.[3]
- Polygonum idaeum Hayek
- Strand-Knöterich (Polygonum oxyspermum C.A.Mey. & Bunge ex Ledeb.)
- Polygonum plebeium R. Br.: Sie ist in Indien, Indonesien, Japan, Kasachstan, Myanmar, Nepal, auf den Philippinen, in Russlands Fernen Osten, Thailand, China, in Nordafrika und in Australien verbreitet.[4]
- Polygonum polygaloides Meisn.: Sie kommt in Kanada und in den Vereinigten Staaten vor mit den Unterarten[3]:
  - Polygonum polygaloides subsp. kelloggii (Greene) J.C.Hickman
  - Polygonum polygaloides Meisn. subsp. polygaloides
- Polygonum ramosissimum Michx.: Sie kommt in Kanada und in den Vereinigten Staaten vor.[3]

Nicht mehr zu dieser Gattung Polygonum werden gestellt:
- Färberknöterich (Polygonum tinctorium W.T.Aiton) → Persicaria tinctoria (Aiton) Spach
- Echtes Salomonssiegel (Polygonum officinale  → Polygonatum odoratum Mill. (Druce))

## Trivialnamen
Neben dem Namen Vogelknöterich waren noch eine große Anzahl anderer Volksnamen für die Gattung im Gebrauch. Im Althochdeutschen war die Bezeichnung denngras gebräuchlich.